# Европско првенство у атлетици у дворани 1973 — 60 метара за жене
Такмичење у трчању на 60 метара у женској конкуренцији на четвртом Европском првенству у дворани 1973. одржано је 11. марта у у Арени Ахој у Ротердаму, Холандија.
Титулу европске првакиње освојену на Европском првенству у дворани 1972. у Греноблу није бранила је Ренара Штехер из Источне Немачке.

## Земље учеснице
Учествовало је 26 атлетичарки из 16 земаља.
1. Аустрија (2)
2. Белгија (1)
3. Бугарска (2)
4. Западна Немачка (2)
5. Источна Немачка (3)
6. Италија (1)
7. Мађарска (1)
8. Пољска (3)
9. Румунија (1)
10. Совјетски Савез (2)
11. Уједињено Краљевство (1)
12. Финска (2)
13. Француска (2)
14. Холандија (1)
15. Чехословачка (1)
16. Шведска (1)

## Рекорди
Извор:
| Рекорди пре почетка Европског првенства у дворани 1973.     | Рекорди пре почетка Европског првенства у дворани 1973. | Рекорди пре почетка Европског првенства у дворани 1973. | Рекорди пре почетка Европског првенства у дворани 1973. | Рекорди пре почетка Европског првенства у дворани 1973. | Рекорди пре почетка Европског првенства у дворани 1973. |
| ----------------------------------------------------------- | ------------------------------------------------------- | ------------------------------------------------------- | ------------------------------------------------------- | ------------------------------------------------------- | ------------------------------------------------------- |
| Светски рекорд                                              | Анегрет Рихтер                                          | Западна Немачка                                         | 7,34                                                    | Штутгарт, Западна Немачка                               | 14. март 1972.                                          |
| Европски рекорд                                             | Анегрет Рихтер                                          | Западна Немачка                                         | 7,34                                                    | Штутгарт, Западна Немачка                               | 14. март 1972.                                          |
| Рекорди европских првенстава                                | Ренате Мајснер                                          | Источна Немачка                                         | =7,3                                                    | Софија, Бугарска                                        | 14. март 1971.                                          |
| Рекорди после завршеног Европског првенства у дворани 1973. |                                                         |                                                         |                                                         |                                                         |                                                         |
| Светски рекорд                                              | Анегрет Рихтер                                          | Западна Немачка                                         | 7,27                                                    | Ротердам, Холандија                                     | 11. март 1973.                                          |
| Европски рекорд                                             | Анегрет Рихтер                                          | Западна Немачка                                         | 7,27                                                    | Ротердам, Холандија                                     | 11. март 1973.                                          |
| Рекорди европских првенстава                                | Анегрет Рихтер                                          | Западна Немачка                                         | 7,27                                                    | Ротердам, Холандија                                     | 11. март 1973.                                          |

## Освајачи медаља
|                                |                            |                           |
| Анегрет Рихтер Западна Немачка | Петра Фогт Источна Немачка | Силвијан Телије Француска |

## Резултати
У овој дисциплини одржана су три нивоа такмичења: квалификације, полуфинале и финале. Такмичење је одржано 11. марта.

### Квалификације
У квалификацијама такмичарке су били подељене у пет група: другу са 6, а остале са 5 такмичарки. У полуфинале су се квалификовале по 2. првопласиране из све пет група (КВ) и 2 на основу постигнутог резултата (кв).
| Пласман | Група | Атлетичарка         | Земља                | Време | Белешка                   |
| ------- | ----- | ------------------- | -------------------- | ----- | ------------------------- |
| 1.      | 2     | Петра Фогт          | Источна Немачка      | 7,34  | КВ, =СРд, =ЕРд, =РЕПд,НРд |
| 2.      | 5     | Анергет Рихтер      | Западна Немачка      | 7,36  | КВ                        |
| 3.      | 2     | Јорданка Јанкова    | Бугарска             | 7,38  | КВ                        |
| 4 .     | 1     | Силвијан Телије     | Француска            | 7,39  | КВ                        |
| 5.      | 4     | Дорис Малецки       | Источна Немачка      | 7,40  | КВ, ЛРд                   |
| 6.      | 2     | Андреа Линч         | Уједињено Краљевство | 7,42  | кв, ЛРд                   |
| 6.      | 3     | Иванка Валкова      | Бугарска             | 7,42  | КВ, ЛРд                   |
| 8.      | 3     | Ирена Шевињска      | Пољска               | 7,43  | КВ                        |
| 9.      | 1     | Елке Хахман         | Источна Немачка      | 7,44  | КВ, ЛРд                   |
| 9.      | 3     | Кристијана Краузе   | Западна Немачка      | 7,44  | кв                        |
| 11.     | 4     | Тула Раутанен       | Финска               | 7,48  | КВ, ЛРСд                  |
| 12.     | 5     | Мона-Лиса Страндвал | Финска               | 7,53  | КВ                        |
| 13.     | 5     | Линда Хаглунд       | Шведска              | 7,57  | ЛРСд                      |
| 14.     | 1     | Бригите Хест        | Аустрија             | 7,59  | НРд                       |
| 14.     | 4     | Чечилија Молинари   | Италија              | 7,59  | ЛРСд                      |
| 16.     | 3     | Валерија Буфану     | Румунија             | 7,61  | НРд                       |
| 17.     | 4     | Марија Зуковска     | Пољска               | 7,64  | ЛРСд                      |
| 18.     | 3     | Данута Јендрејек    | Пољска               | 7,65  | ЛРд                       |
| 18.     | 2     | Мишел Бење          | Француска            | 7,65  | ЛРд                       |
| 18.     | 5     | Марина Сидорова     | Совјетски Савез      | 7,65  | ЛРд                       |
| 21.     | 5     | Христине Кеплингер  | Аустрија             | 7,67  | ЛРд                       |
| 22.     | 2     | Илона Бружењак      | Мађарска             | 7,70  | ЛРд                       |
| 23.     | 4     | Мике фан Висен      | Холандија            | 7,74  | ЛРСд                      |
| 24.     | 3     | Вероник Колонвел    | Белгија              | 7,78  | ЛРд                       |
| 25.     | 2     | Наталија Метвејева  | Совјетски Савез      | 7,81  | ЛРд                       |
| 26.     | 4     | Јармила Нигринова   | Чехословачка         | 7,83  | ЛРд                       |

### Полуфинале
Полуфиналисткиње су  подељене у две групе по шест атлетичарки, а за шест места у финалу пласирале су по три првопласиране из обе групе (КВ).
| Пласман | Група | Атлетичарка         | Земља                | Време | Белешка                |
| ------- | ----- | ------------------- | -------------------- | ----- | ---------------------- |
| 1.      | 2     | Анергет Рихтер      | Западна Немачка      | 7,29  | КВ, СРд, ЕРд, РЕПд,НРд |
| 2.      | 1     | Петра Фогт          | Источна Немачка      | 7,33  | КВ, НРд                |
| 3 .     | 1     | Силвијан Телије     | Француска            | 7,36  | КВ                     |
| 4.      | 2     | Ирена Шевињска      | Пољска               | 7,37  | КВ                     |
| 4.      | 2     | Дорис Малецки       | Источна Немачка      | 7,37  | КВ, ЛРд                |
| 6.      | 2     | Јорданка Јанкова    | Бугарска             | 7,37  | ЛРд                    |
| 7.      | 1     | Кристијана Краузе   | Западна Немачка      | 7,41  | КВ                     |
| 8.      | 1     | Иванка Волкова      | Бугарска             | 7,42  | =ЛРд                   |
| 9.      | 2     | Андреа Линч         | Уједињено Краљевство | 7,44  |                        |
| 10.     | 1     | Елке Хахман         | Источна Немачка      | 7,46  |                        |
| 11.     | 2     | Мона-Лиса Страндвал | Финска               | 7,50  | ЛРд                    |
| 12.     | 1     | Тула Раутанен       | Финска               | 7,51  |                        |

### Финале
Извор:
| Пласман | Атлетичарка       | Земља           | Резултат | Белешка             |
| ------- | ----------------- | --------------- | -------- | ------------------- |
|         | Анергет Рихтер    | Западна Немачка | 7,27     | СРд, ЕРд, РЕПд, НРд |
|         | Петра Фогт        | Источна Немачка | 7,29     | НРд                 |
|         | Силвијан Телије   | Француска       | 7,31     | НРд                 |
| 4.      | Ирена Шевинска    | Пољска          | 7,35     |                     |
| 5.      | Кристијана Краузе | Западна Немачка | 7,36     | ЛРд                 |
| 6.      | Дорис Малецки     | Источна         | 7,43     |                     |

## Укупни биланс медаља у трци на 60 метара за жене после 4. Европског првенства у дворани 1973.
|    | Земља           |   |   |   |    |
| -- | --------------- | - | - | - | -- |
| 1. | Источна Немачка | 3 | 1 | 0 | 4  |
| 2. | Француска       | 0 | 2 | 2 | 4  |
| 3. | Западна Немачка | 1 | 1 | 1 | 3  |
| 4. | Холандија       | 0 | 0 | 1 | 1  |
|    | Укупно {4}      | 4 | 4 | 4 | 12 |

|    | Атлетичар        | Земља           |   |   |   |   |
| -- | ---------------- | --------------- | - | - | - | - |
| 1. | Ренате Мајснер*  | Источна Немачка | 3 | 0 | 0 | 3 |
| 2. | Анергет Рихтер*  | Западна Немачка | 1 | 1 | 1 | 3 |
| 3. | Силвијан Телије* | Француска       | 0 | 2 | 2 | 4 |